# Anamaria Tămârjan
Anamaria Tămârjan (keresztneve olykor csak Ana, családneve gyakran Tamirjan alakban) (Konstanca, 1991. május 8. –) olimpiai bronzérmes és Európa-bajnok román szertornász, edző.
2008-ban került fel a Nemzetközi Torna Szövetség Világszínvonalú tornászok listájára.

## Életpályája
Egy Alexandru nevű bátyja és egy Adriana nevű ikertestvére van. Ez utóbbi szintén tornázott, de sérülései miatt kevesebb sikerrel, mint Anamaria.
Négy éves korában kezdett tornázni a Ploieşti-i Petrolul sportklubban, ahol edzője volt Doina Olaru. Tizenkét évesen került a juniorválogatottba Ónfalvára, ahol a Livia Ponoran a felnőttválogatottban, Déván, ahová tizennégy-tizenöt évesen került, a Nicolae Forminte vezette csapat edzette.
Példaképe Nadia Comăneci, kedvenc szere a gerenda és a talaj voltak.

### Juniorként
2003-ban Vajdahunyadon a junior országos bajnokságon egyéni összetettben nyolcadik 2004-ben Bodzavásáron egyéni összetettben negyedik helyezett volt, 2005-ben szintén Bodzavásáron már bajnok volt egyéni összetettben és talajon, ezüstérmes felemás korláton és ugrásban, valamint bronzérmes gerendán 2006-ban Temesváron újabb bajnoki címet szerzett egyéni összetettben, felemás korláton és ugrásban, ezüstérmet talajon és bronzot gerendán.

### Felnőttként

#### Országos eredmények
A 2004-es országos bajnokságon Konstancán egyéni összetettben tizenötödik, gerendán hetedik helyezett volt.
2005-ben Bákóban egyéni összetettben és felemás korláton ötödik, gerendán hatodik helyezést ért el.
2006-ban Ploieşti-en egyéni összetettben hatodik, ugrásban hetedik, felemás korláton, talajon és gerendán pedig nyolcadik helyezett volt.
2007-ben szintén Ploieşti-en talajon ezüstérmet szerzett, felemás korláton ötödik, ugrásban hetedik, egyéni összetettben pedig nyolcadik helyezett volt.
2009-ben Bodzavásáron gerendán ezüst-, egyéni összetettben és talajon bronzérmet nyert, ugrásban negyedik, felemás korláton pedig hetedik volt.

#### Nemzetközi eredmények
A 2005-ös Top Gym-en negyedik volt egyéni összetettben.
A World Starson 2007-ben ötödik volt talajon, hetedik felemás korláton és nyolcadik gerendán.
2008-ban a Németország-Románia-Franciaország találkozón a csapattal első a Románia-Nagy-Britannián a csapattal szintén első, egyéni összetettben második helyezett volt.

##### Európa-bajnokság
Pályafutása során két Európa-bajnokságon vett részt összesen három érmet, egy arany, egy ezüst és egy bronzot szerezve.
Először Clermont-Ferrandban 2008-ban, ahol a csapattal (Steliana Nistor, Sandra Izbașa, Cerasela Pătrașcu és Gabriela Drăgoi) nyert bajnoki címet, továbbá bronzérmes volt talajon.
Másodszor 2009-ben Milánóban, ahol gerdnán ezüstérmet szerzett, továbbá talajon negyedik és egyéni összetettben ötödik helyezett volt.

##### Olimpiai játékok
Az olimpiai játékoknak egyetlen kiadásán, 2008-ban Pekingben vett részt, a csapattal (Andreea Acatarinei, Gabriela Drăgoi, Andreea Grigore, Sandra Izbașa és Steliana Nistor) szerezve bronzérmet.

### Visszavonulása után
2010-ben vonult vissza.
Egyetemi tanulmányait és mesterképzést a Bukaresti Nemzeti Testnevelési és Sport Egyetem folytatta, utóbbit Sportmenedzsment és -marketing szakirányon.
2014 ősze óta a Petrolul Ploieşti sportklubnál, ahol maga is kezdte pályafutását, tevékenykedik edzőként ikertestvére, Adriana, és az ugyancsak világbajnok, Corina Ungureanu társaságában.

## Díjak, kitüntetések
A Román Torna Szövetség 2005-ben 2007-ben 2008-ban és 2009-ben is beválasztotta az év tíz legjobb női sportolója közé.
2008 áprilisában a Sport Érdemrend III. osztályával augusztusában pedig a Sport Érdemrend III. osztálya 2 zsinórral érdemrendekkel tüntették ki.
Ugyanazon év szeptemberében Ploieşti városa díszpolgárává avatta.
Ugyancsak 2008-ban vette fel a Nemzetközi Torna Szövetség Világszínvonalú tornászok listájára.